# 3539 Weimar
3539 Weimar este un asteroid din centura principală, descoperit pe 11 aprilie 1967 de Freimut Börngen.